# Ligia Moreira
Ligia Elena Moreira (Buena Fe, Los Ríos, Ecuador, 19 de marzo de 1992) es una futbolista ecuatoriana, juega como defensa central en el Club Deportivo Elemental Racing Féminas de la Segunda División Femenina de España. Fue una de las primeras campeonas del fútbol femenino en Ecuador y de haber clasificado a la Copa Libertadores Femenina.
Fue la primera mujer ecuatoriana en jugar en la máxima categoría del fútbol español femenino.
Inició jugando al fútbol a la edad de 12 años, en una escuela de fútbol para hombres. Estudia periodismo en la Universidad Católica de Guayaquil. Sus inicios en el fútbol fueron en los juegos provinciales en Los Ríos.
En 2014 fue la capitana de la selección ecuatoriana de fútbol femenino y jugó la Copa América.

## Selección nacional
Ha sido internacional con la Selección femenina de fútbol de Ecuador.

### Participaciones en Copas del Mundo
| Mundial                                 | Sede   | Resultado    |
| --------------------------------------- | ------ | ------------ |
| Copa Mundial Femenina de Fútbol de 2015 | Canadá | Primera fase |